# Gymnobothrus variabilis
Gymnobothrus variabilis är en insektsart som beskrevs av Bruner, L. 1910. Gymnobothrus variabilis ingår i släktet Gymnobothrus och familjen gräshoppor. Inga underarter finns listade i Catalogue of Life.